# Patrick Gamper
Patrick Gamper (Münster, 18 febbraio 1997) è un ciclista su strada austriaco che corre per il Team Jayco AlUla.

## Palmarès

### Strada
- 2014 (Juniores)

Campionati austriaci, Prova a cronometro Juniores
Campionati austriaci, Prova in linea Juniores
- 2015 (Juniores)

Campionati austriaci, Prova a cronometro Juniores
- 2016 (Tirol Cycling Team, due vittorie)

Campionati austriaci, Prova a cronometro Under-23
6ª tappa Tour de Serbie (Vrnjačka Banja > Mladenovac)
- 2019 (Tirol Cycling Team, tre vittorie)

Gran Premio Industrie del Marmo
Campionati austriaci, Prova a cronometro Under-23
2ª tappa Giro della Regione Friuli Venezia Giulia (Gemona del Friuli > Lignano Sabbiadoro)
- 2023 (Bora-Hansgrohe, una vittoria)

Campionati austriaci, Prova a cronometro

## Piazzamenti

### Grandi Giri
- Giro d'Italia

2020: non partito (8ª tappa)
2022: 108°
2024: 86°
- Vuelta a España

2021: 112º

### Classiche monumento
- Milano-Sanremo

2024: 135º
2025: 155º
- Giro delle Fiandre

2021: ritirato
2023: ritirato
- Parigi-Roubaix

2023: 60º
2025: ritirato
- Liegi-Bastogne-Liegi

2023: ritirato

### Competizioni mondiali
- Campionati del mondo

Ponferrada 2014 - In linea Junior: 83º
Richmond 2015 - Cronometro Junior: 35º
Richmond 2015 - In linea Junior: 69º
Doha 2016 - Cronometro Under-23: 23º
Doha 2016 - In linea Under-23: 55º
Bergen 2017 - Cronometro Under-23: 35º
Bergen 2017 - In linea Under-23: 75º
Innsbruck 2018 - Cronometro Under-23: 12º
Yorkshire 2019 - Cronometro Under-23: 20º
Yorkshire 2019 - In linea Under-23: 60º
Fiandre 2021 - In linea Elite: 38º
Glasgow 2023 - In linea Elite: 22°
Glasgow 2023 - Staffetta mista: 9°
Glasgow 2023 - Cronometro Elite: 37º

### Competizioni europee
- Campionati europei

Nyon 2014 - Cronometro Junior: 42º
Nyon 2014 - In linea Junior: 43º
Tartu 2015 - Cronometro Junior: 9º
Tartu 2015 - In linea Junior: ritirato
Plumelec 2016 - Cronometro Under-23: 13º
Plumelec 2016 - In linea Under-23: ritirato
Herning 2017 - Cronometro Under-23: 6º
Herning 2017 - In linea Under-23: 73º
Zlín 2018 - Cronometro Under-23: 9º
Zlín 2018 - In linea Under-23: 50º
Alkmaar 2019 - Cronometro Under-23: 17º
Alkmaar 2019 - In linea Under-23: 52º
Plouay 2020 - In linea Elite: non partito
Monaco di Baviera 2022 - In linea Elite: 74º